# 先秦
先秦（せんしん）とは、中国の歴史区分で、秦以前の時代を指す。先秦時代ともいう。遠古から秦によって統一された紀元前221年までであるが、春秋戦国時代を指すことが多い。

## 概要
典故は『漢書』景十三王伝にあり、「（河間）献王の得るところの書はみな古文先秦の旧書」とあり、顔師古注には「先秦は猶お秦の先を言うがごとし。未だ書を焚せざる前を謂う」とある。
先秦時代、中国にあった王朝は夏・殷・周である。夏については何らかの王朝が実在したことは考古学上確認できるが、文献として確かめられるものは出土していない。殷には甲骨文が出ている。
周は弱体化して諸侯の反乱や異民族の侵攻で都を東に遷したので、それ以前を西周時代、それ以後を東周時代という。
東周時代は、諸侯の力が強いが、まだ周王としての権威が残り、辛うじて周の封建体制が保たれていた春秋時代と、下克上が繰り返されて周の封建体制が崩壊し、各国が自ら王を名乗り覇を競い合った戦国時代に分けられる。戦国時代は後の中国を形作る思想・科学・文化の濫觴期であった。